# Holorusia bourbonica
Holorusia bourbonica är en tvåvingeart som först beskrevs av Alexander 1957.  Holorusia bourbonica ingår i släktet Holorusia och familjen storharkrankar.
Artens utbredningsområde är Réunion. Inga underarter finns listade i Catalogue of Life.